# Geschichte des Burgenbaus in Ostfriesland

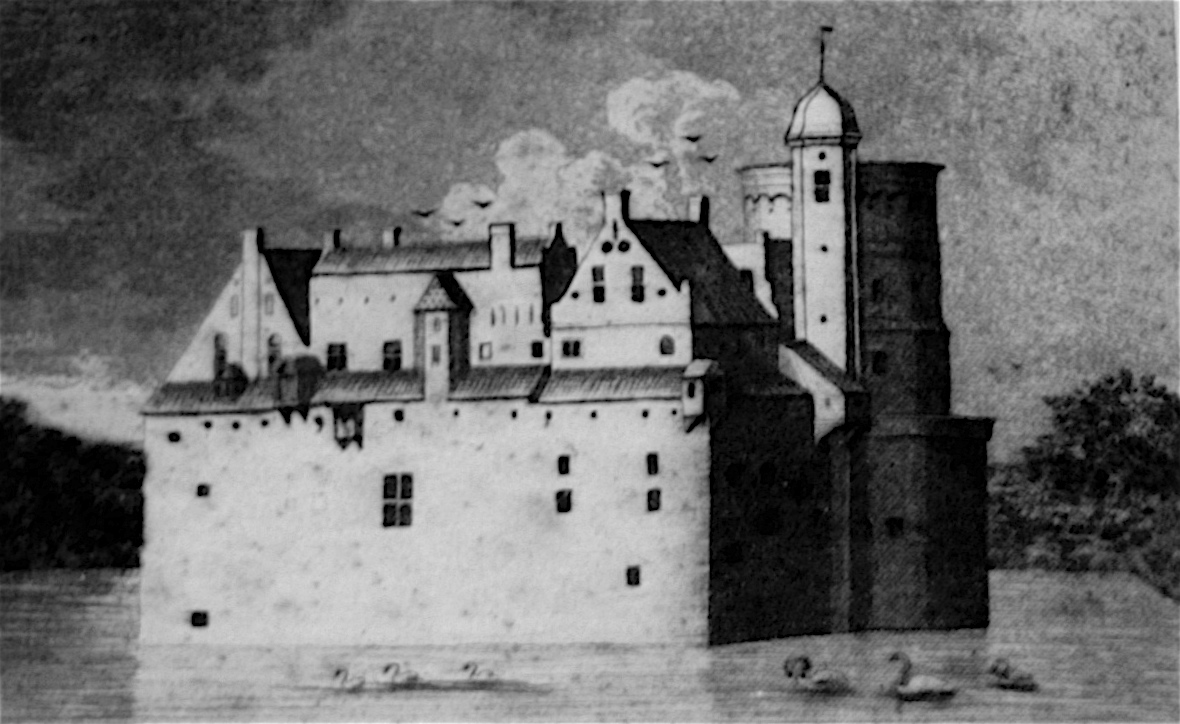
Die abgegangene Burg Greetsiel

Die Geschichte des Burgenbaus in Ostfriesland stellt die architekturgeschichtliche Entwicklung des Burgenbaus in Ostfriesland von den Anfängen aus Holz bis zu großen Verteidigungsbauten aus Backstein dar. Sie umfasst das Gebiet der Landkreise Aurich, Leer und Wittmund sowie der kreisfreien Stadt Emden.
Herrschaft und Wehrbau nahmen in Ostfriesland eine grundlegend andere Entwicklung als anderswo in Mitteleuropa. So konnte sich weder ein flächendeckendes Herrschaftssystem etablieren noch akzeptierten die Ostfriesen vor dem 15. Jahrhundert die gegenständlichen Attribute von Ritterschaft und Adel. Dagegen sah die ostfriesische Gesellschaftsstruktur Grundbesitz als Eigentum vor. Als eigenständiger Baustil hat sich dabei das Steinhaus als ostfriesische Variante des Donjon herausgebildet. Eine Recherche im Rahmen des Forschungsprojektes Manifestation der Macht ergab Hinweise auf mehr als 500 mittelalterliche Steinhäuser im Raum zwischen Weser und Ems, von denen in der Region jedoch nur wenige erhalten geblieben sind. Die meisten Burgen wurden nach dem Übergang Ostfrieslands an Preußen (1744) zerstört, andere zu Schlössern ausgebaut. Charakteristisch für Ostfriesland sind Burgen aus Backstein, die auf Warften errichtet wurden.

## Geschichtliche Entwicklung
Wann der Burgenbau in Ostfriesland begann, ist unbekannt. Vor- und frühgeschichtliche Verteidigungsanlagen wurden in der Region bislang nicht entdeckt. Möglicherweise waren sie unnötig, da das Land im Norden durch die Nordsee und im Süden durch weit ausgedehnte Moorgebiete geschützt war. Die Gliederung der Landschaft durch Marsch und Moor sorgte zudem für eine Kleinteiligkeit der Siedlungsgebiete, die eine flächendeckende Herrschaftsbildung nicht zuließ.
Nach der Eingliederung der Region in das Frankenreich wurde Ostfriesland ab dem 9. Jahrhundert Ziel mehrfacher Normanneneinfälle, bei denen die Bevölkerung auf sich allein gestellt war. Die Verteidigung des Landes organisierte Karl der Große, indem er in Friesland entlang der Küste und insbesondere an den Flussmündungen eine Küstenwacht einrichtete, die sich auf die Selbsthilfe der waffenfähigen und königstreuen Friesen stützte. Bis dato ist unbekannt, wo die Bewohner des Landstriches gegen die Invasoren Schutz suchten und ob dafür Verteidigungsanlagen errichtet wurden. Tatsächlich gelang mit dem Sieg in der Schlacht bei Norditi im Jahr 884 die dauerhafte Vertreibung der Wikinger aus Ostfriesland, diese stellten aber eine stete Bedrohung dar. Die ostfriesischen Männer wurden dafür vom Militärdienst auf fremden Territorien freigestellt. Die Friesen entwickelten daraus den politischen Mythos, Karl der Große sei der Stifter der Friesischen Freiheit gewesen, wahrscheinlich wurde diese aber erst später gewährt. Dazu begann etwa um das Jahr 1000 herum der genossenschaftlich organisierte Deichbau, der die ostfriesischen Landesgemeinden zwischen 1150 und 1250 in einem losen Zusammenschluss verband.

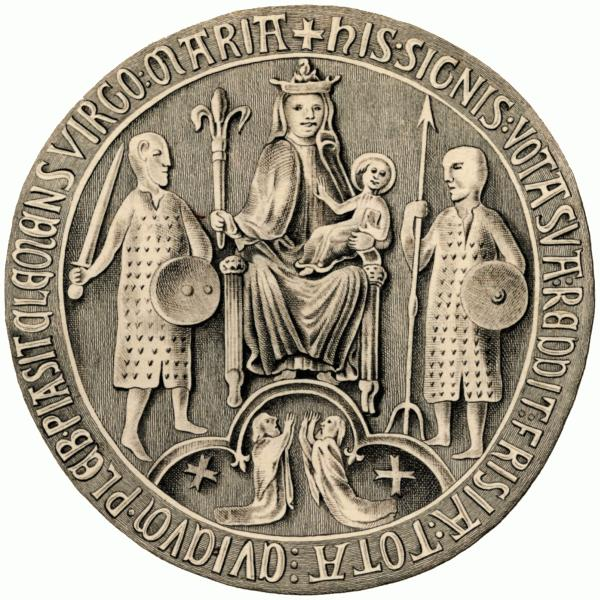
Siegel des Upstalsboom-Bundes (1324) mit idealisierter Darstellung friesischer Krieger

Im Ergebnis konnten sich so über Jahrhunderte in Friesland keine adeligen Strukturen durchsetzen, während in Europa die Feudalherren regierten. Gegen Ende der Karolingerzeit entstand ein Verbund zunehmend von den herrschaftlichen Gruppen im Kernland des Frankenreichs abgekoppelter Bezirke, den Landesgemeinden, die sich symbolisch als die Sieben Seelande bezeichneten. In dieser antifeudalistischen Stimmung wurde der gerüstete Ritter, der sareda riddere zum Feindbild schlechthin, dem die Friesen ihr Selbstbild in einem mit Lanze oder Schwert sowie Rundschild bewaffneten Fußkrieger entgegenstellten. Dementsprechend war ihnen die Burg als Ausdruck des Feudalismus verhasst und der Bau einer solchen dem Einzelnen verboten. Die ersten Burganlagen entstanden wohl am Rande der Landesgemeinden und wurden von diesen zur Verteidigung gegen ihre Nachbarn errichtet. Beispiele dafür sind die Olde Borg in Norden, die Schlüsselburg bei Detern und die Burg Borgholt bei Ardorf.
Die große Anzahl der Friesen mit einem eigenen Hof, die so genannten „Eigenerfden“ oder „Eigenbeerbten“,  waren während der Zeit der so genannten Friesischen Freiheit dem eigenen Anspruch nach gleich in Ansehen und Person, obwohl es eine Oberschicht aus großgrundbesitzenden Bauern („potentes“) gab, die die eigentliche Macht in ihren Händen hielten. Aus ihrem Kreis entstammten meist die Consules oder Redjeven, die den Landesgemeinden vorstanden.
Ab dem 13. Jahrhundert zerfiel die Friesische Freiheit zusehends. Die Entwicklung verlief dabei in den einzelnen Landesgemeinden höchst unterschiedlich. Während einige bereits früh in die Abhängigkeit lokaler Familien gerieten, bewahrten sich andere noch ihre republikanische Verfassung. Erste Ansätze lokaler Herrschaftsausbildung und den damit einhergehenden Bau von Burgen versuchten die Landesgemeinden noch mit einem Verbot zu verhindern. So heißt es beispielsweise im Brokmerbrief, einer Rechtsquelle aus dem 14. Jahrhundert:

„Die Brokmänner erheben dies zum Gesetz, daß da keine Burgen und keine Mauern und keine hohen Steinhäuser sein dürfen bei (einer Strafe von) acht Mark … Wird irgendein Steinhaus höher gebaut als zwölf Rutenfuß hoch im Geviert, und ein Keller über zwei Hausfächer im Geviert reichend, so büße der, dem es gehört, mit acht Mark.“

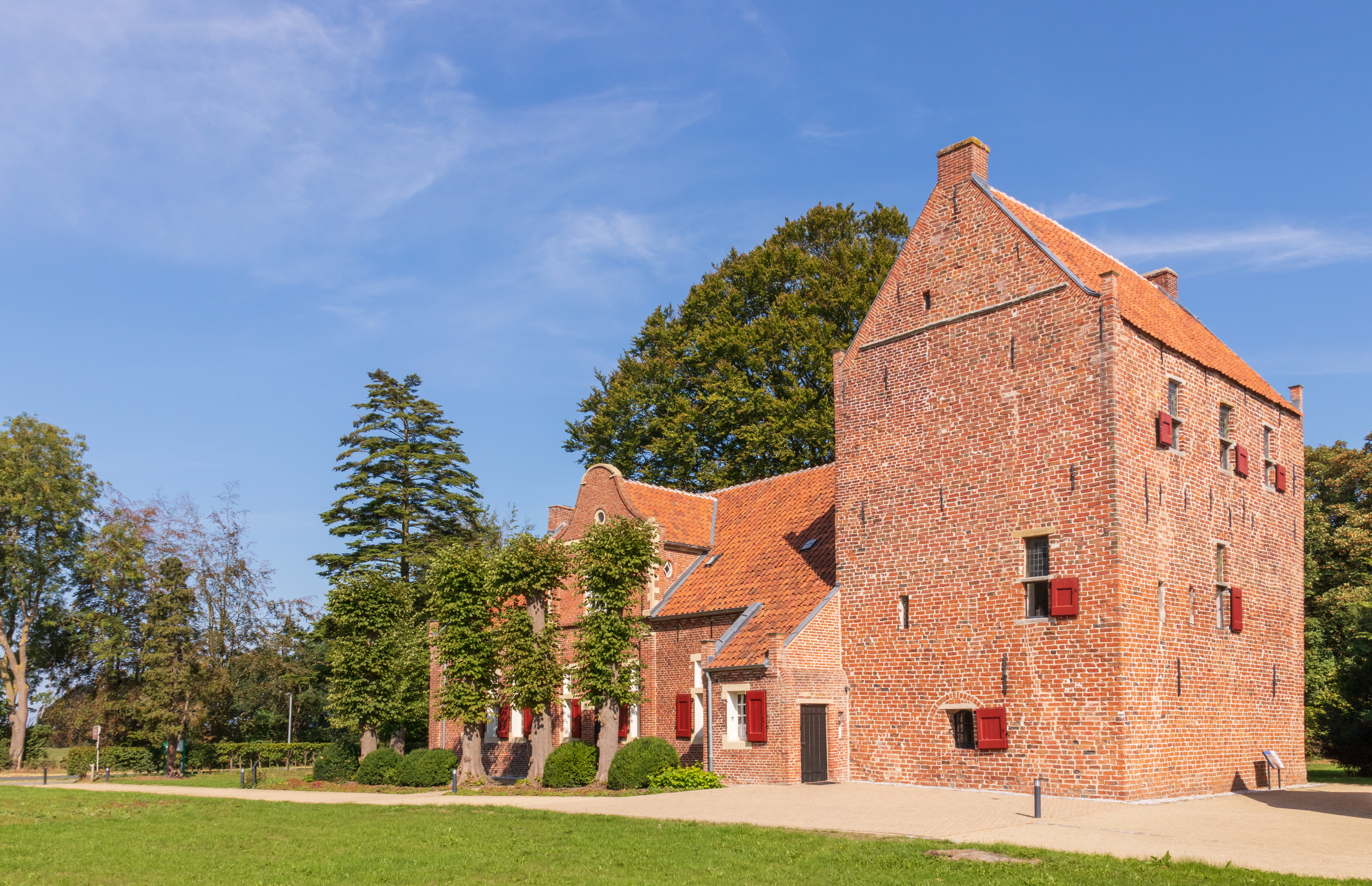
Turm des Steinhauses Bunderhee

Vor allem in den Marschengebieten sorgte das Zusammentreffen von Handel und Landwirtschaft an Orten mit direktem Meereszugang dafür, dass einzelne Geschlechter so viel Macht anhäuften, dass sie sich bereits im 13. Jahrhundert über das Verbot des Baues von Burgen und Steinhäusern hinwegsetzen konnten. Die Besitzer der ältesten Steinhäuser waren sozial besser gestellte Personen (sog. nobiles), die jedoch zunächst keine Führungsrolle in ihren jeweiligen Landesgemeinden innehatten. Diese Familien, deren Reichtum auf bäuerlichem Wirtschaften basierte, wohnten nicht in ihren Burgen, waren aber finanziell in der Lage, diese zu erbauen und zu unterhalten. Ihre Steinhäuser standen deshalb auch nicht isoliert, sondern bildeten den repräsentativen Teil eines von Landwirtschaft und/oder Handel geprägten Gutshofes. Mit der Zeit wurde es für die wohlhabenden Familien üblich, ein Steinhaus zu besitzen, so dass es in einem Ort sogar mehrere davon geben konnte. So könnten beispielsweise in Stapelmoor bis zu fünf dieser Bauten gestanden haben. Nach und nach entwickelten sich die Bauten zu reinen Wohntürmen.
Im weiteren Verlauf des 14. Jahrhunderts sorgten Ereignisse wie etwa der Ausbruch der Pest und große Sturmflutkatastrophen für eine weitere Destabilisierung der Verhältnisse. Dabei konnten die besitzenden Familien die Schäden wohl eher verkraften als ärmere Familien und wurden so immer mächtiger.  Schließlich schufen sie ein Herrschaftssystem, in dem sie als „Häuptlinge“ (hovedlinge) die Macht über mehr oder weniger weite Gebiete an sich rissen. Im Verlauf des 14. Jahrhunderts entwickelten sich unter den einzelnen Häuptlingsfamilien Fehden, die bis zu kriegerischen Auseinandersetzungen geführt wurden. Zur Finanzierung dieser Streitigkeiten diente das Kapern von Schiffen ebenso wie das gezielte Strandenlassen von Kauffahrern mittels falscher Leuchtfeuer. Bis Ende des 14. Jahrhunderts bildeten die Machtkämpfe der Häuptlingsfamilien ein lokales Problem. Nachdem die Vitalienbrüder durch den Deutschen Orden 1398 von der Ostseeinsel Gotland vertrieben worden waren, fanden sie jedoch Aufnahme bei einigen der ostfriesischen Herrscher, die sie als Streitmacht einsetzten. Die Seeräuber profitierten dabei von der Abgeschiedenheit Ostfrieslands auf dem Landwege bei gleichzeitigem Zugang vieler Häuptlingssitze zu den Seewegen vor der ostfriesischen Küste. Dadurch kam es zu erheblichen Spannungen mit der Hanse. Vor allem die Städte Hamburg und Bremen sahen sich durch die Seeräuber geschädigt. In der Folgezeit marschierten deren Heere mehrfach in Ostfriesland ein und zerstörten mehrere Steinhäuser. Zum Schutz der eigenen Interessen errichteten die Hamburger ab 1435 in Stickhausen und Leerort Burgen.
Erst der Aufstieg der Cirksena um 1430, als Edzard Cirksena sich als Anführer eines Bundes der Freiheit durchgesetzt hatte, beendete diese von lang anhaltenden Fehden geprägte Phase, zugleich aber auch die Sonderstellung der regionalen Gesellschaftsverfassung. Ulrich Cirksena, ein Angehöriger eines der letzten einflussreichen Häuptlingsgeschlechter, wurde 1464 von Kaiser Friedrich III. in den Reichsgrafenstand erhoben und mit Ostfriesland als Reichsgrafschaft belehnt. Es gehörte zum Niederrheinisch-Westfälischen Reichskreis. Die Hamburger zogen daraufhin im Jahre 1453 ihre Garnisonen ab und übergaben ihre Burgen dem ostfriesischen Grafenhaus.

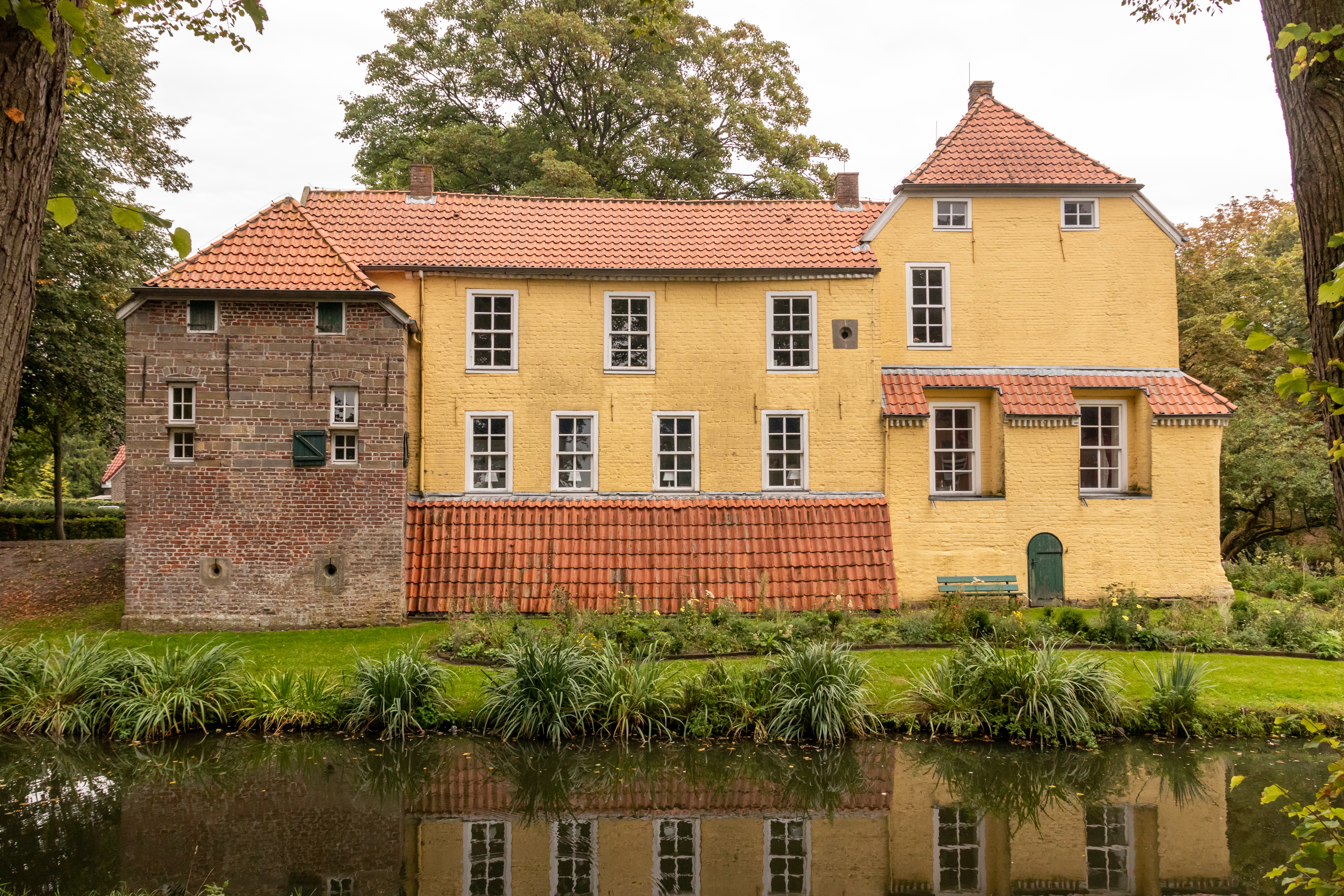
Die erhaltene Vorburg in Pewsum

Mit der Etablierung der Landesherrschaft der Cirksena verloren die meisten Häuptlingsburgen ihre Verteidigungsfunktion. Ihre Besitzer bildeten fortan die Ostfriesische Ritterschaft und damit den ersten Stand in der Landschaftsversammlung. Viele ließen ihre Burgen zu repräsentativen Vierflügelanlagen mit großem Innenhof umgebauen, so etwa die Burg Hinta. Andere Häuptlingsburgen zeugen vom wirtschaftlichen Niedergang ihrer Besitzer, die in der Gruppe der reicheren Bauern aufgingen. Zu nennen ist dabei die Osterburg in Groothusen, die sich zu einem großbäuerlichen Anwesen entwickelte.
Auch die Cirksena ließen viele der in ihrem Besitz befindlichen Burgen für unterschiedliche Zwecke umgestalten. So ließ Ulrich I. die Burgen in Emden und Aurich zu Residenzen und den Stammsitz Burg Greetsiel zu einer Vierflügelanlage mit Wehrturm ausbauen. Burg Berum wurde während der Regierungszeit von Graf Ulrich I. zu einem Schloss mit dreiflügeliger Haupt- und Vorburg. In Pewsum ließen die Cirksena neben der dortigen Manningaburg ein großes Wasserschloss errichten, während die eigentliche Burg zu einem Steinhaus im Stil der niederländischen Renaissance umgestaltet wurde. Die Anlage diente fortan als Sommer- und Witwensitz. Vor allem die an den Grenzen der Grafschaft gelegenen Burgen dienten weiterhin der Verteidigung und wurden stark ausgebaut, so etwa die Burg Friedeburg, Leerort und Stickhausen. Die Anlage in Leerort wurde so zur stärksten Festung Ostfrieslands. Mehrfach waren diese Burgen Ziel von Attacken. So zog beispielsweise während der Sächsischen Fehde Heinrich von Braunschweig-Wolfenbüttel im Jahre 1514 mit einem Heer von 20.000 Mann in Ostfriesland ein und belagerte die nur durch wenige Bauern und Soldaten verteidigte Festung Leerort. Während der Belagerung und kurz vor einem Sturmangriff gelang es einem der Eingeschlossenen den Herzog am 23. Juni 1514 durch einen gezielten Kanonenschuss zu töten. Die dadurch führerlos gewordene Truppe unterließ es daraufhin die Festung zu stürmen und zog sich aus Ostfriesland zurück.
Im Zuge der Auseinandersetzungen der ostfriesischen Landstände mit den Grafen von Ostfriesland quartierten die Niederlande als Schutzmacht der Stände 1611 eine Garnison in Leerort ein. Im Osterhusischen Akkord wurde diese Besetzung am 21. Mai desselben Jahres nachträglich legitimiert und festgelegt. Der erste niederländische Hauptmann erhielt den Auftrag die schon etwas baufällige Anlage unverzüglich wieder herzurichten. Die Niederländer blieben, trotz wiederholter Aufforderungen die Festung zu verlassen, bis 1744 in Leerort. In jenem Jahr fiel Ostfriesland nach dem Aussterben der einheimischen Grafen- und Fürstendynastie an Preußen. Für den neuen Machthaber, Friedrich II. hatten die Verteidigungsanlagen, aber auch die Schlösser keine Bedeutung mehr. So wurden die Festungen Leerort ab 1749 und Friedeburg im Jahre 1763 abgebrochen, die meisten Burgen geschleift.

## Baumaterialien
Ostfriesland ist arm an natürlichen Steinvorkommen. Bis in das Hochmittelalter gab es im friesischen Küstengebiet nur Holz- und Holz-Lehmbauten. Die wenigen in der Region vorhandenen Findlinge wurden durch Gletscher während der Eiszeiten nach Ostfriesland transportiert und kamen nur beim Bau von Kirchen zum Einsatz. Auch mittelrheinischer Tuffstein ist nur für sakrale Bauwerke genutzt worden. Die ersten Burgen bestanden ausschließlich aus aufgeworfenen Sandwällen, in denen sich Bauwerke aus Holz befanden. Ob dabei eine Fachwerkkonstruktion errichtet wurde, ist aufgrund der wenigen erhaltenen Hinterlassenschaften bis dato unklar. Massive Bauwerke konnten erst errichtet werden, als sich ab dem 13. Jahrhundert der Backstein als neues Baumaterial durchsetzte, nachdem die Ostfriesen von Mönchsorden die Kunst erlernten, aus der reich verfügbaren lehmhaltigen Erde wetterbeständige Ziegel zu brennen. Mithilfe wandernder Ziegelmeister konnten auf diese Weise vor Ort die in Holzformen geschlagenen Rohlinge in großen Meilern zu roten Ziegeln gebrannt werden. Dies geschah im Zusammenhang mit dem gesellschaftlichen und wirtschaftlichen Aufstieg einzelner Familien in den küstennahen Orten am Ende des 13. Jahrhunderts. Alle erhaltenen Gebäude von Burgen in Ostfriesland sind Backsteinbauten, die ab dem 13. Jahrhundert in den fruchtbaren Marschgebieten errichtet wurden, wo das lehmhaltige Baumaterial reichlich zur Verfügung stand und die Bevölkerung seit dem Deichbau vor Überflutungen geschützt war.

## Burgen nach ihrer Entstehungszeit

### Landesgemeindliche Burgen
Bislang sind erst zwei landesgemeindliche Burgen bekannt.
An der Grenze zwischen dem Moormerland und dem Ammerland wurde die Schlüsselburg errichtet. Wann genau ihr Bau begann, ist unbekannt. Eine genaue archäologische Untersuchung fand bisher nicht statt. Bei einer Rettungsgrabung im Jahre 2002 wurden Teile freigelegt. Dabei stellten die Archäologen fest, dass die Burg über ungewöhnlich breite Gräben verfügte. Diese waren an der Westseite rund 15 Meter und an der Südseite knapp 19 Meter breit und im Querschnitt muldenförmig. Zudem kamen Reste einer Brücke bei dieser Grabung zutage.
Eine zweite landesgemeindliche Burg stand im Bereich der heutigen Ortschaft Borgholt bei Ardorf. Diese lag im Mittelalter im Grenzgebiet zwischen Harlingerland und Östringen. Die heute von einem Gehölz überwachsene Anlage bestand aus zwei etwa gleich großen Teilen, von denen der östliche Bereich, die so genannte Vorburg etwa 22 × 32 Meter misst, während der westliche eine Breite von rund 19 Metern und eine Länge von etwa 24 bis 29 Metern aufweist. Beide Teile mit nahezu rechteckigem Grundriss sind durch einen Graben getrennt und durch einen weiteren, umlaufenden Graben, nach außen geschützt. Die Anlage wurde zwischen dem 10. und dem 11./12. Jahrhundert bewirtschaftet.

### Steinhäuser

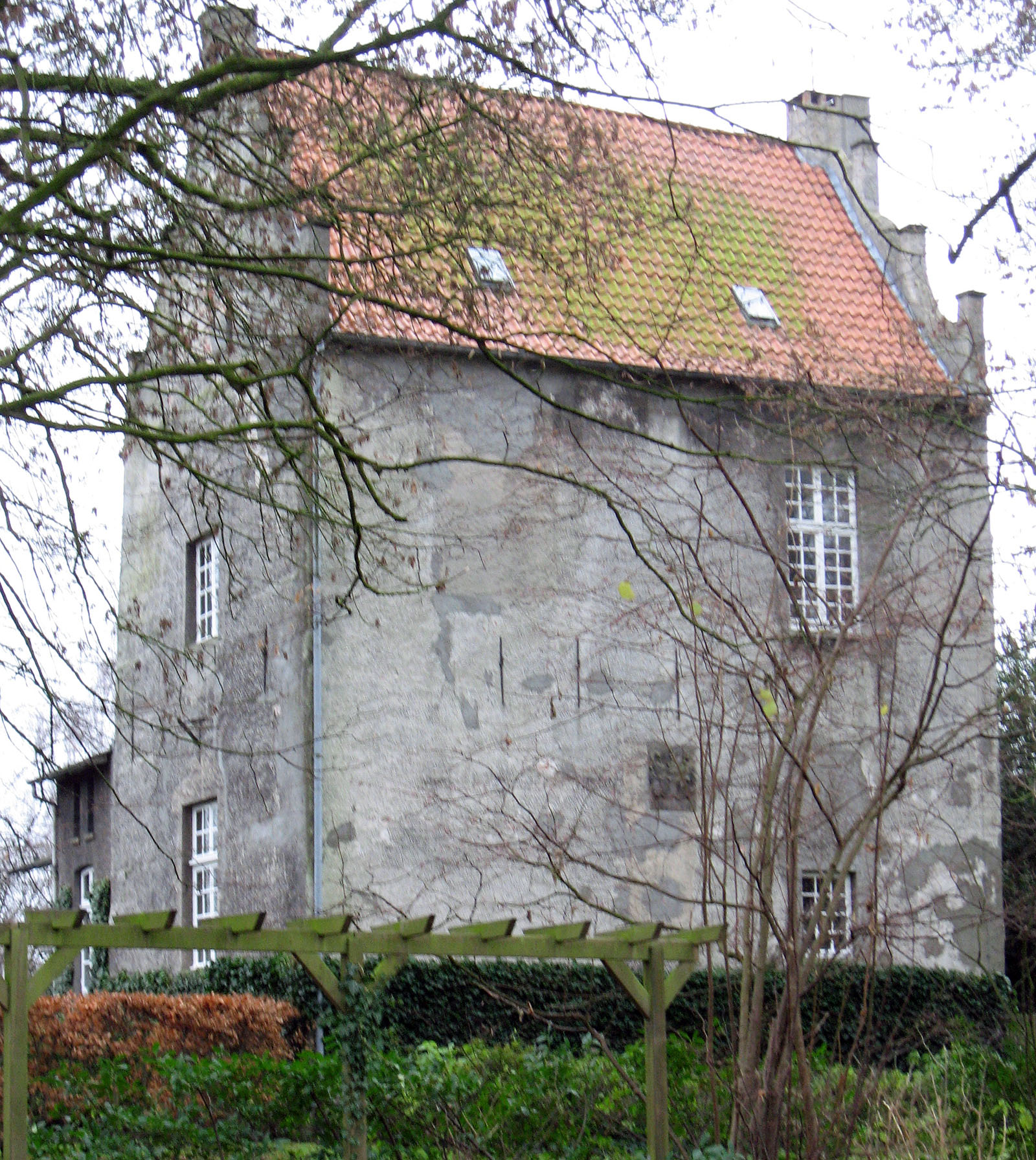
Typisches Steinhaus der ostfriesischen Häuptlinge, die Harderwykenburg in Leer

Als Steinhaus, niederdeutsch „Steenhus“ oder niederländisch Stinz werden im friesischen Küstengebiet in mittelalterlichen und frühneuzeitlichen Quellen feste Häuser aus Backstein genannt, die sich durch ihr Baumaterial von der damals üblichen Holzbebauung abheben. Die Steinhäuser sind die ostfriesische Variante des Donjon. Als eigenständige Bauform entstanden sie um die Mitte des 13. Jahrhunderts in den Territorien der friesischen Häuptlinge zwischen IJsselmeer und Unterweser. Die Bauten weisen in ihrer Grundform Maße von acht mal zwölf bis zwölf mal 15 Meter aus. Sie stehen meist auf rechteckigen Sandsteinfundamenten von etwa drei Metern Breite und bis zu 1,5 Metern Tiefe. Meist wurden sie auf ebener Erde errichtet. Dabei diente das unterste Geschoss als Keller, über dem sich meist ein oder zwei weitere Geschosse erhoben. Zur Verteidigung waren die Anlagen meist mit einem Wassergraben umgeben, mit dessen Aushub der zunächst frei stehende Keller angeschüttet wurde. Beim Bau der ältesten Steinhäuser kamen Backsteine im Klosterformat zum Einsatz. Der über eine Holztreppe zugängliche Eingang befand sich im ersten Obergeschoss. In diesem befand sich auch der Zugang zum Keller, in dem es einen Brunnen zur Wasserversorgung gab. Typisch für Steinhäuser sind zudem ein frei stehender Giebel sowie ein nach innen zurückversetztes Satteldach.
Exemplarisch lässt sich die Entwicklung der Steinhäuser an der teilweise archäologisch untersuchten Beningaburg bei Wirdum nachweisen. Dort wurde im späten Hochmittelalter über dem Uferwall eines schiffbaren Priels der heute weitgehend verlandeten Leybucht eine Warft aufgeschüttet, auf der ein bäuerliches Anwesen errichtet wurde. Aus den wenigen gefundenen Artefakten aus dem ältesten Siedlungshorizont, Schichten mit Muschelgrusware des 9. Jahrhunderts, konnte bis dato noch keine herausragende soziale Stellung der Bewohner nachgewiesen werden. Für das späte 12. und das frühe 13. Jahrhundert wurden zwei Holzbauphasen nachgewiesen, die dendrochronologisch auf die Zeit „nach 1175“ und „nach 1238“ datiert wurden. Ob es sich bei den geborgenen Hölzern um die Reste eines rein bäuerlichen Gebäudes oder bereits um einen Verteidigungsbau, etwa einem Wehrturm, handelt, lässt sich aufgrund der kleinen Grabungsfläche bis dato noch nicht sagen. Wahrscheinlich wurde die Warft in der ersten Hälfte des 14. Jahrhunderts um mehr als einen Meter weiter aufgeschüttet erweitert. Anschließend wurde darauf ein Steinhaus als repräsentativer Bau einer Häuptlingsfamilie errichtet.
Die frühen Steinhäuser wurden als eingeschossiger Ziegelbau über rechteckigem Grundriss mit Satteldach errichtet. Spätere Bauten weisen zwei bis drei Geschosse auf schmal-rechteckigem, einräumigem Grundriss mit Satteldächern und Steilgiebeln auf. Die Keller waren meist überwölbt und mit einem Brunnen versehen. Die nicht unterteilten Räume der Obergeschosse waren mit Kaminen ausgestattet, deren Rauch über einen Schornstein im Giebel abzog.
Mit Wall und Graben weisen die Bauten alle Merkmale einer Burg auf. Die Steinhäuser waren zugleich Festung und Residenz eines kleinen Potentaten von meist begrenzter Einflusssphäre. Neben ihrem militärischen Nutzen zeugt der (Aus-)Bau von Burgen von einem erstarkenden Standesbewusstsein: Die Häuptlinge rückten sich so in die Nähe des Adels und verstärkten damit ein weiteres Mal die Kluft zum gemeinen Bauern, der ab dieser Zeit als undersate, als Untertan, betrachtet wurde.
Im Rahmen des Forschungsprojektes Manifestation der Macht (siehe unten) ergaben sich Hinweise auf etwa 450 Steinhäuser in der Region. Davon sind heute nur noch sehr wenige in unverändertem Zustand erhalten, so etwa das Steinhaus Bunderhee. Den Großteil ließen ihre Besitzer im 15. und 16. Jahrhundert durch den Einbau größerer Fenster und Kamine wohnlicher gestalten, wodurch der Verteidigungscharakter zunehmend verloren ging.

### Hamburgische Burgen

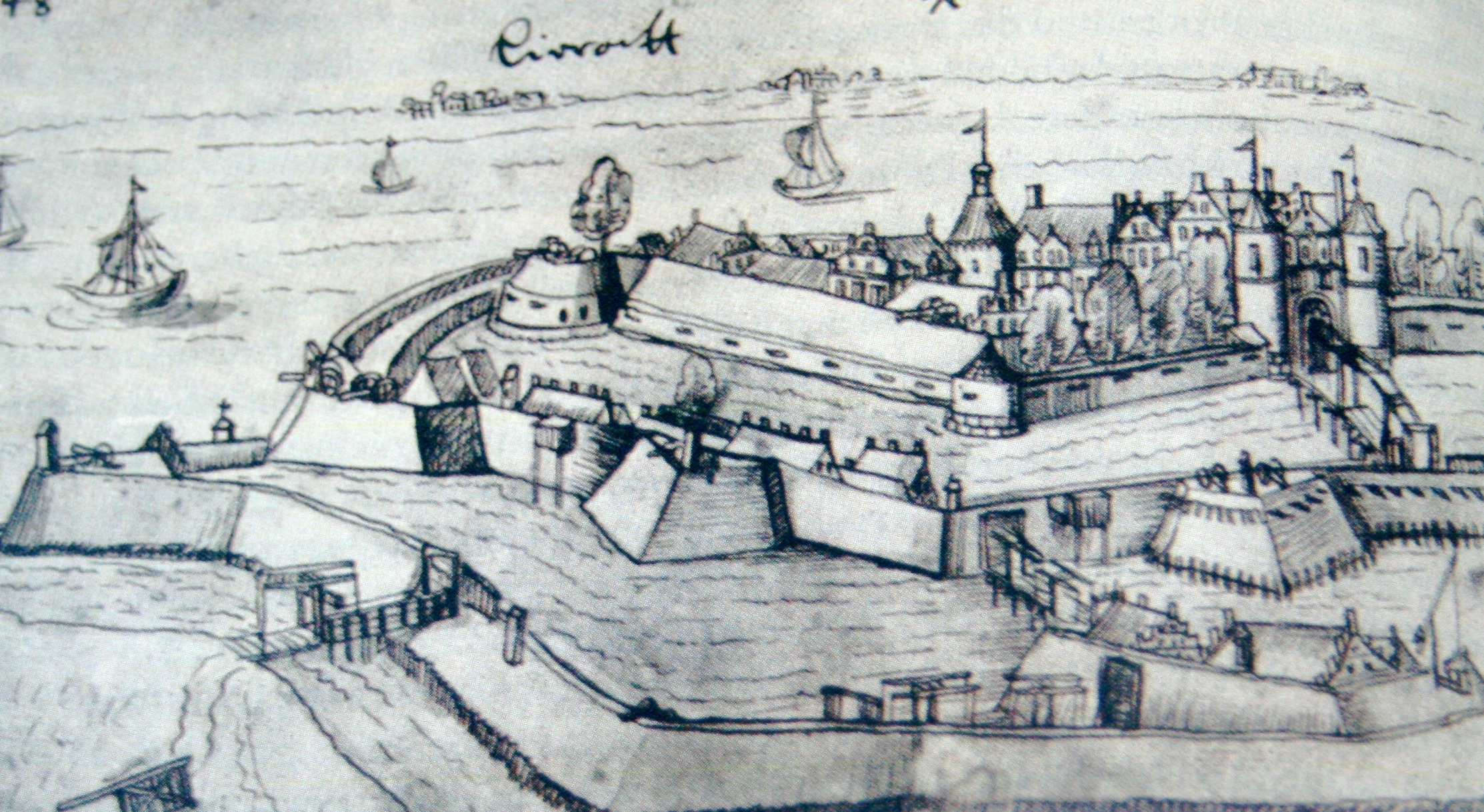
Die Festung Leerort im Jahre 1632

Zum Schutz ihrer Interessen ließen die Hamburger 1435 an strategisch günstigen Stellen zwei Festungen in Ostfriesland anlegen. So entstand die Festung Leerort auf einer Landzunge zwischen Ems und Leda. Für den Bau dieser Anlage, der zwei Monate dauerte, wurden Teile der zerstörten Fockenburg Focko Ukenas aus Leer verwendet. Die Burg Stickhausen wurde am Ende eines Sandrückens an einem wichtigen Knotenpunkt an der Jümme errichtet. Auch zu ihrem Bau wurden wohl Steine einer von den Hamburgern zerstörten Wehranlage, der Schlüsselburg bei Detern, wiederverwendet. Beide waren Erdbefestigungen mit einem steinernen Gebäude im Zentrum. Später wurde die Burg in Stickhausen von den Hamburgern noch um eine Vorburg, Wirtschaftsgebäude, Wälle und zusätzliche Gräben erweitert.

### Vom Steinhaus über den Saalbau zu mehrflügeligen Anlagen

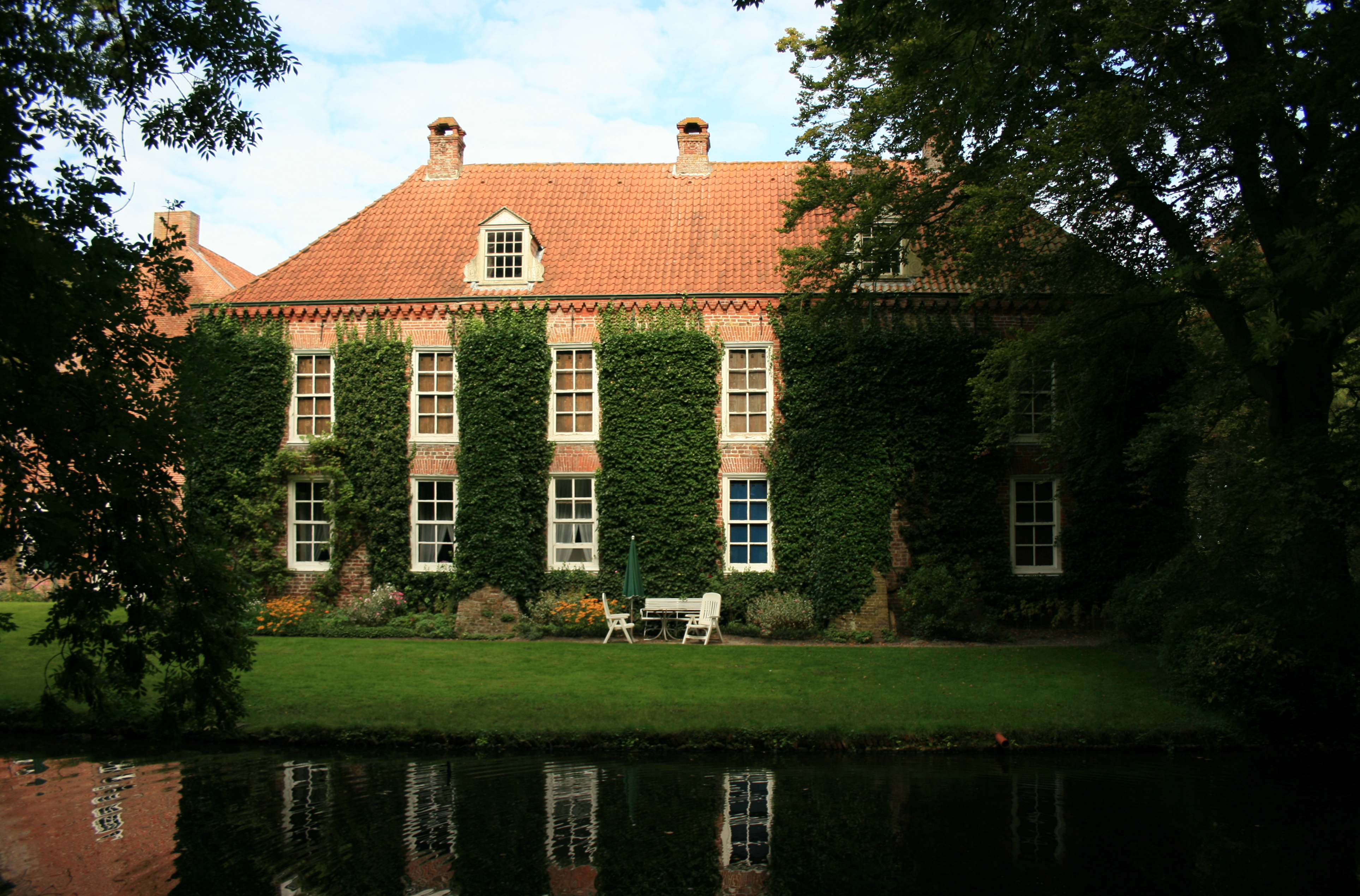
Saalbau der Osterburg in Groothusen

Mit der Etablierung der Cirksena-Herrschaft ließ die Bedeutung der Burgen als Verteidigungsbauten nach. Dagegen steigerte sich das Bedürfnis der adelsähnlichen ostfriesischen Oberschicht, repräsentative Gebäude zu errichten. Viele Steinhäuser wurden danach durch ein-, zumeist zweigeschossige schmale, aber lange Saalbauten abgelöst. Den Anfang markiert die Osterburg in Groothusen, die nach ihrer Zerstörung um 1490 neu errichtet wurde. An Stelle des alten Steinhauses entstand dabei ein zweigeschossiger Bau. Mit den Saalbauten, die eher einen repräsentativen als wehrhaften Charakter hatten, wurde die Entwicklung zu mehrflügeligen Wasserburgen und Schlössern neuerer Zeit eingeleitet.
Im 15. und 16. Jahrhundert wurden den Gebäuden schließlich Seitenflügel angebaut. Möglicherweise steht die Erweiterung der in Adelsbesitz befindlichen Saalbauten im Zusammenhang mit der Übernahme des Saalhauses durch nicht-adelige Angehörige der lokalen Oberschicht. Je nach Stellung der Besitzer variiert dabei der Typus. So bauten die ärmeren Adeligen ihre Häuser zu Dreiflügelanlagen aus, indem sie den Saalbauten für landwirtschaftliche Zwecke eine Gulfscheune (so etwa bei der Osterburg in Groothusen) sowie ein Trakt mit Wohn- und Wirtschaftsräumen anfügten. Die einflussreichsten Geschlechter errichteten dagegen schlossähnliche Vierflügelanlagen mit einem kleinen Innenhof (Beispiele sind die Burg Hinta und die Norderburg in Dornum). Nahezu alle diese Bauten sind mit Graften umgeben.

## Schanzen

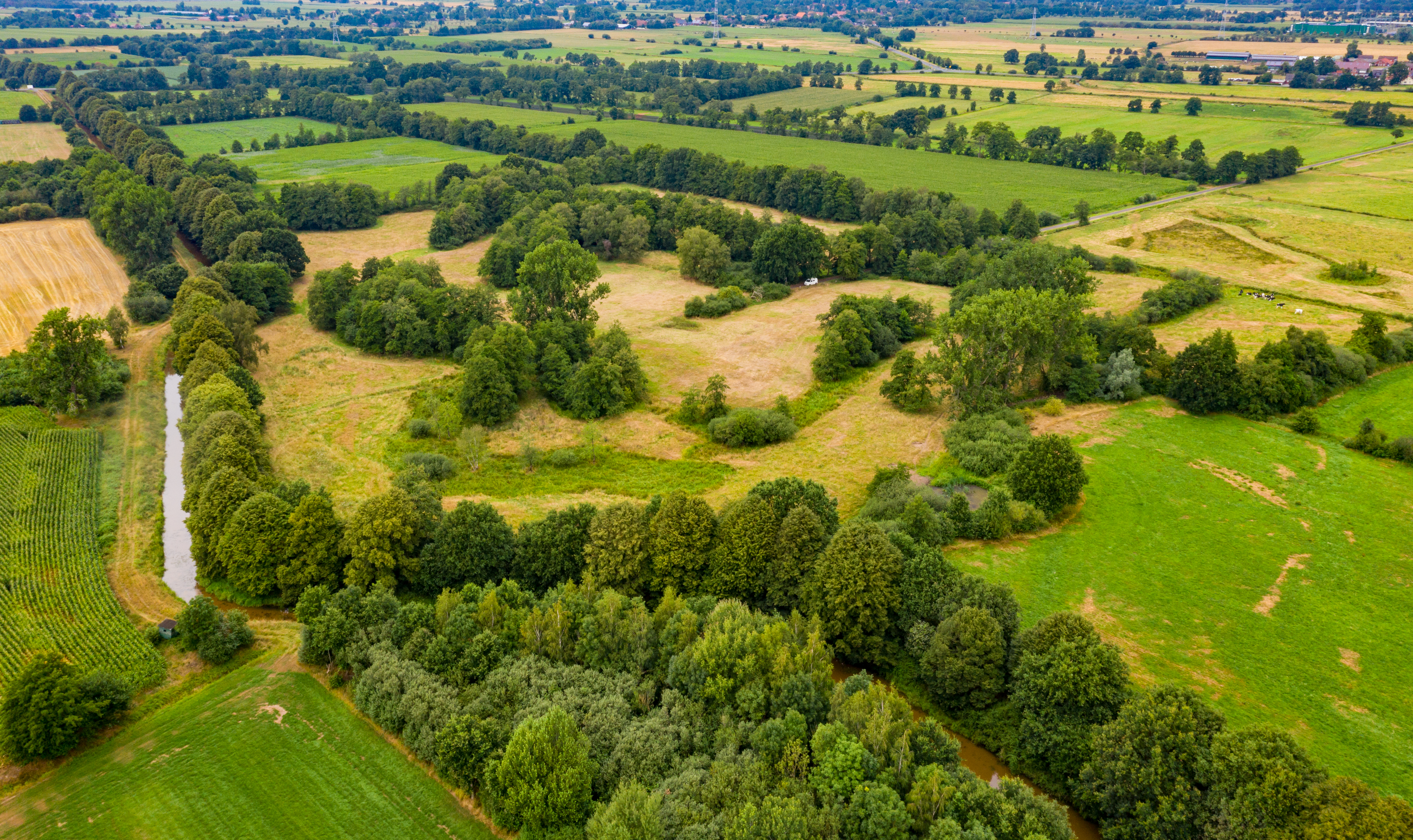
Dieler Schanzen. Der Jemgumer Zwinger (2019)

Innerhalb der ostfriesischen Verteidigungsanlagen stellen die so genannten Schanzen eine Sonderform dar. Sie wurden im Spätmittelalter und der frühen Neuzeit an strategisch günstigen Stellen, meist an Wasserläufen in Kombination mit unzugänglichen Moorgebieten, errichtet. Vor allem zur Zeit des niederländischen Befreiungskriegs 1568 bis 1648 entstanden im deutsch-niederländischen Grenzgebiet zahlreiche dieser Anlagen, um Städte und Handelsrouten zu schützen.
So entstand die Hauptanlage der Dieler Schanze im 14. Jahrhundert auf einem Geestrücken zwischen einer Flussschleife der Ems auf der einen und ausgedehnten Moorflächen auf der anderen Seite. In unmittelbarer Nähe der Schanze führte im Mittelalter ein Handelsweg vom Münsterland nach Ostfriesland über den hohen, trockenen Geestrücken bei Diele, der möglicherweise älteren Ursprungs ist. Dieser Weg war bis in die frühe Neuzeit die einzige Möglichkeit, vom Emsland nach Ostfriesland zu gelangen. Westlich sicherten weitere Wälle und Gräben sowie kleinere Schanzen auf etwa zwei Kilometern Breite den alten Verkehrsweg und noch weiter westlich schloss sich das Moor als natürliches Hindernis an. Die Hauptschanze war durch einen doppelten Erdwall und einen Graben gesichert und über eine Zugbrücke an nordwestlicher Seite zugänglich. Vier Mauern umgaben die Schanze, an deren Ecken vier Türme errichtet waren. Im Inneren standen das Haus des Kommandanten und die Baracken für die Soldaten. Die Anlage wurde mehrfach von auswärtigen Truppen besetzt. 1637 waren hessische Truppen, die Ostfriesland während des Dreißigjährigen Krieges besetzten, in der Dieler Schanze einquartiert. Zehn Jahre später eroberten kaiserliche Truppen die Schanze und bauten diese aus, indem sie im Dorf Häuser niederrissen und mit dem so gewonnenen Baumaterial die Schanze verstärkten. Insgesamt sollen in der Festungsanlage bis zu 400 Soldaten stationiert worden sein. Die Schanze war jedoch im 17. Jahrhundert zeitweise nur noch mit 7 Mann besetzt. Ein Großteil der Anlage ist heute zerstört. Lediglich die Hauptschanze mit doppeltem Wall und Graben, die wohl die jüngste Ausbauphase aus der Zeit des Dreißigjährigen Krieges darstellen, ist noch gut erkennbar.
Auch die Heseler Schanze entstand vermutlich bereits vor dem 30-jährigen Krieg. Sie gehörte mit den Schanzen von Rhaude, Detern und Potshausen wahrscheinlich zum Schanzensystem der Festung Stickhausen. Genutzt wurden sie dann vermutlich während des 30-jährigen Krieges. Heute ist sie ebenfalls größtenteils zerstört. Erhalten blieb ein etwa ein Meter hoher fünfeckiger Wall, von dem der südliche Teil fehlt. Im Inneren des Walls sind noch ein Graben in ebenfalls fünfeckiger Form und ein Brunnen vorhanden. Die erhaltenen Reste der Wälle haben eine Breite von etwa 200 Metern, diejenigen der Grabenanlage kommen auf etwa 120 Meter.
Eine Besonderheit stellt dabei die Grenzfestung Neuschanz (Nieuweschans) dar. Diese (damals noch Langackerschanze genannt) ließ Ernst Casimir von Nassau-Dietz, Statthalter von Friesland, Groningen und Drenthe, im Jahre 1628 an der neuen Straße Groningen – Bremen auf zwei Jahre zuvor besetztem ostfriesischem Boden anlegen. Praktisch ohne Rechtsgrundlage entstanden, erhielten die Ostfriesen erst viele Jahre später dafür Ausgleichszahlungen. Sie war von strategischer Bedeutung im Achtzigjährigen Krieg und überstand in den darauffolgenden Jahrhunderten mehrere Angriffe, wurde aber um 1815 geschleift. Bis heute ragt der Ort in ostfriesisches Gebiet hinein.

## Das ForschungsprojektManifestation der Macht
Unter dem Titel Manifestation der Macht – Burgenbau als Indiz gesellschaftlicher Transformationsprozesse im niedersächsischen Küstenraum läuft seit 2019 ein vom Land Niedersachsen gefördertes Forschungsprojekt, zu dem sich das Niedersächsische Institut für historische Küstenforschung (NihK), die Ostfriesische Landschaft, das Landesamt für Geoinformation und Landesvermessung Niedersachsen (LGLN), Regionaldirektion Aurich, das Niedersächsisches Landesarchiv (Abteilung Aurich) sowie die Fryske Akademy (Leeuwarden, Niederlande) zusammengeschlossen haben. Das Projekt hat die spätmittelalterliche Burgen als ehemalige Häuptlingssitze auf der ostfriesischen Halbinsel im Fokus. Die Projektteilnehmer wollen insbesondere die archäologisch bis dato wenig untersuchten Steinhäuser mit Hilfe archäologischer und historisch-geographischer Methoden erforschen, um Prozesse des gesellschaftlichen Wandels besser charakterisieren zu können. Außerdem soll die Rolle der Steinhäuser und anderer Befestigungen im Rahmen von Territorialverteidigung, herrschaftlicher Repräsentation und Schutz von Verkehrsinfrastruktur, aber auch die Wechselbeziehung von Steinhausbau und Landeserschließung durch Bedeichungsmaßnahmen nach großflächigen Landverlusten betrachtet werden.
In einem ersten Schritt recherchierten die Projektteilnehmer etwa 450 Standorte derartiger Anlagen als Basis für die vorgesehenen Untersuchungen, die im Sommer 2020 begannen und im Frühjahr 2021 fortgesetzt wurden. Damals führte ein Team aus Archäologen auf 15 Burgstellen in den Gemeinden Hinte, Krummhörn, Südbrookmerland (alle Landkreis Aurich), im Landkreis Friesland und der kreisfreien Stadt Wilhelmshaven geomagnetische Untersuchungen durch.
Die Ergebnisse des gesamten Forschungsprojektes sollen in zwei Jahren im Rahmen einer Dissertationsschrift und einem Bildband zum ostfriesischen Burgenbau veröffentlicht werden.